# Stefan Kreiner
Stefan Kreiner (* 30. Oktober 1973 in Feldkirch) ist ein ehemaliger österreichischer Nordischer Kombinierer. Sein größter Erfolg war der Gewinn der Bronzemedaille im Mannschaftswettbewerb bei den Olympischen Winterspielen 1992.

## Karriere
Stefan Kreiner besuchte die Skihauptschule in Schruns und das Skigymnasium in Stams. Anfangs auf den Alpinen Skisport konzentriert, wechselte er im Alter von 14 Jahren zur Nordischen Kombination. In der Saison 1989/90 erreichte er mehrere Top-10-Ergebnisse im Austria-Cup, musste aber nach zwei Bänderrissen einige Zeit pausieren (einen weiteren Bänderriss zog er sich am 10. September 2011 bei den Hypo Fußballmeisterschaften in Kematen zu, bei denen er ebenfalls den dritten Platz belegte). Im nächsten Winter wurde er Vierter im Alpencup.
Ab dem Winter 1991/92 kam Kreiner auch im B-Weltcup zum Einsatz, wobei er mit Platz zwei in Predazzo am 15. Dezember 1991 sein bestes Ergebnis erzielte. Daraufhin debütierte er am 11. Jänner 1992 in Breitenwang im A-Weltcup, wo er auf Anhieb den elften Platz erreichte. Eine Woche später belegte er in Murau Rang 17 und kurz darauf wurde er Österreichischer Juniorenmeister. Mit diesen Leistungen gelang ihm die Aufnahme in das österreichische Team für die Olympischen Winterspiele 1992 in Albertville. Dort erzielte er zunächst den 17. Platz im Einzel (zusammen mit dem Tschechen Josef Kovařík) und gewann sechs Tage später gemeinsam mit Klaus Ofner und Klaus Sulzenbacher die Bronzemedaille im Mannschaftswettbewerb. Anschließend belegte er bei der Juniorenweltmeisterschaft 1992 in Vuokatti Platz zwölf im Einzel und Rang sechs mit der Mannschaft.
In den folgenden Jahren konnte Kreiner an diese Ergebnisse jedoch nicht anschließen. Sowohl im A-Weltcup als auch im B-Weltcup erreichte er keine vorderen Platzierungen mehr und so beendete er 1995 seine Karriere.